# Kumaczowo

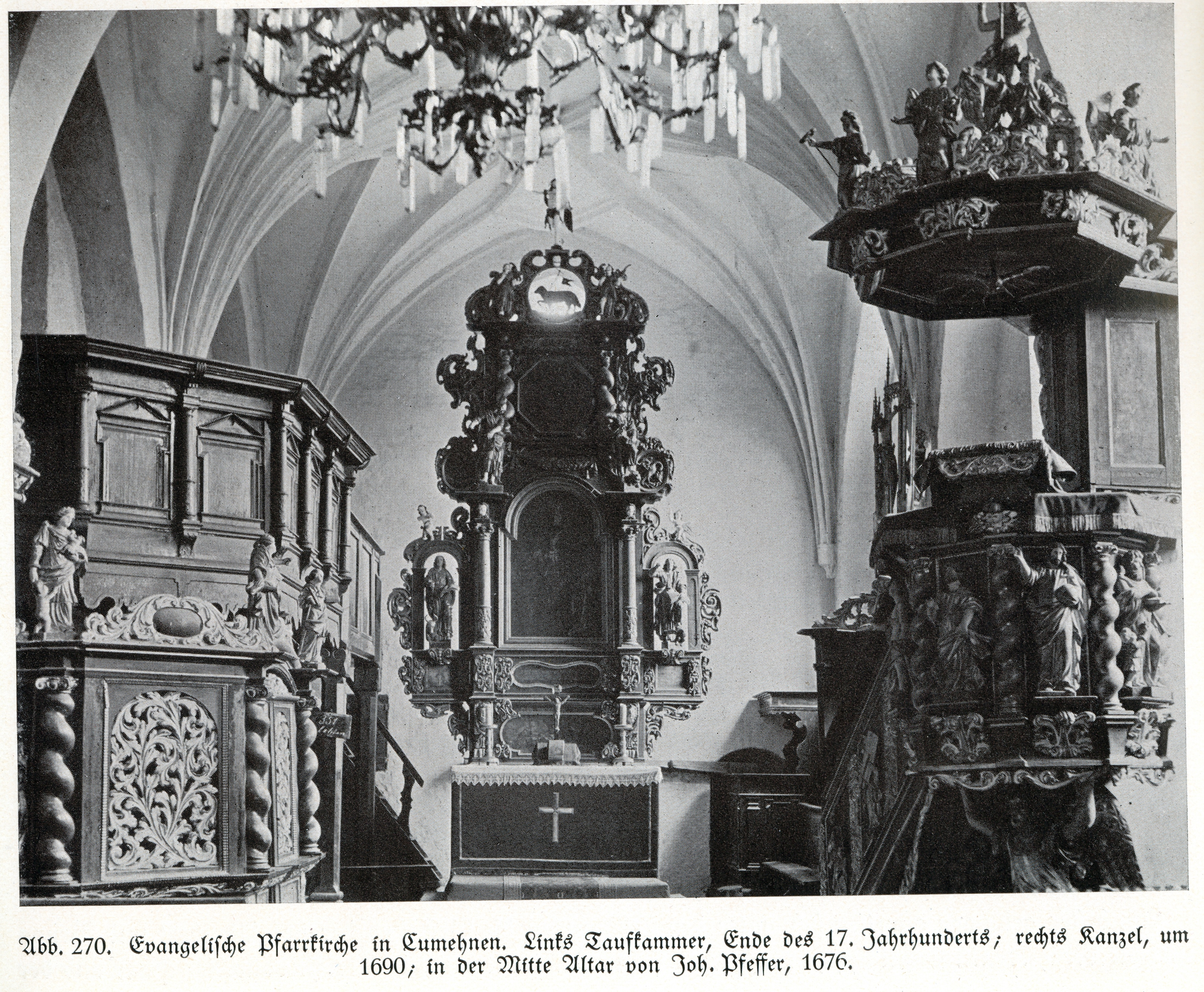
Kumaczowo, kościół, ambona, ołtarz

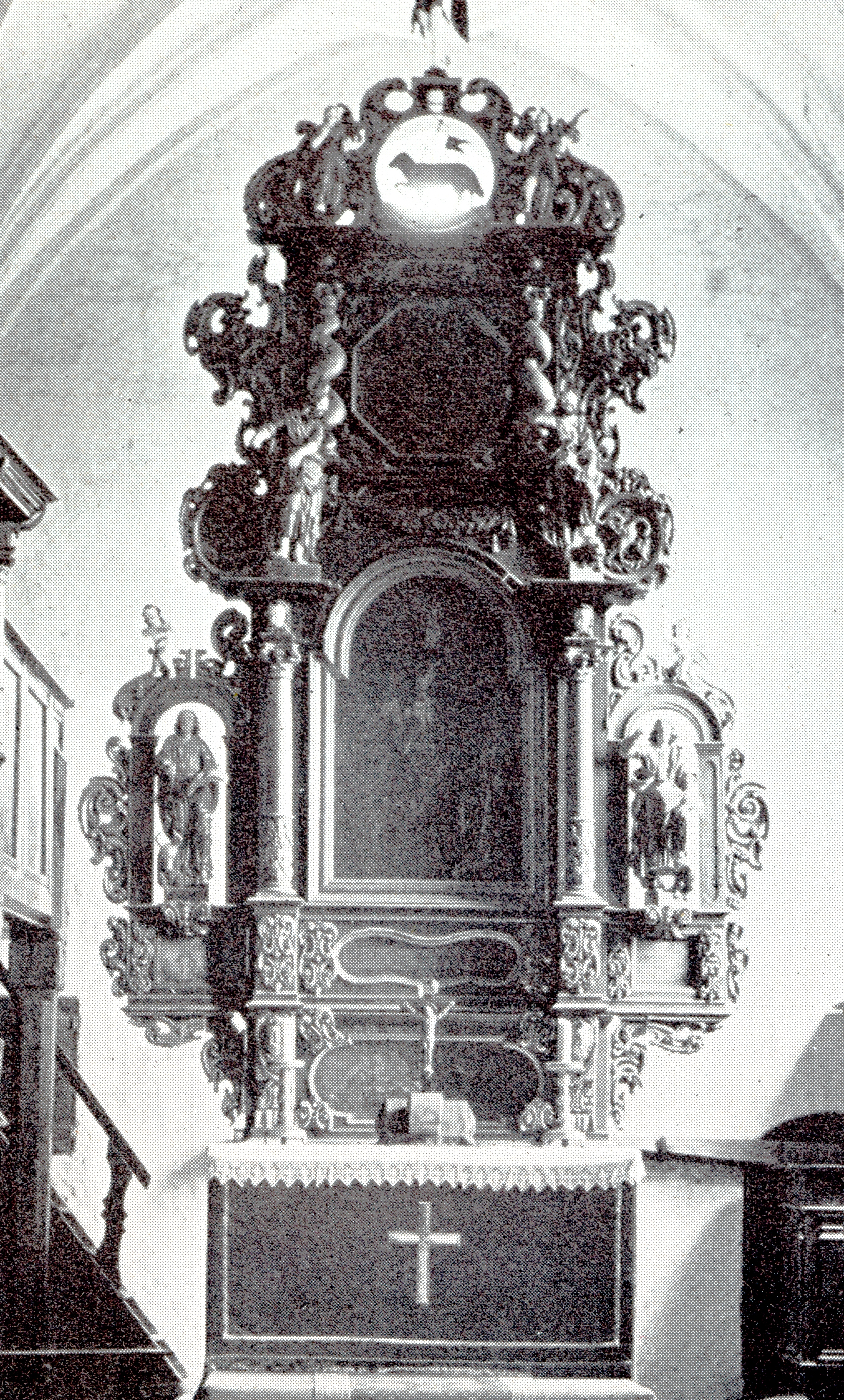
Kumaczowo, kościół, ołtarz

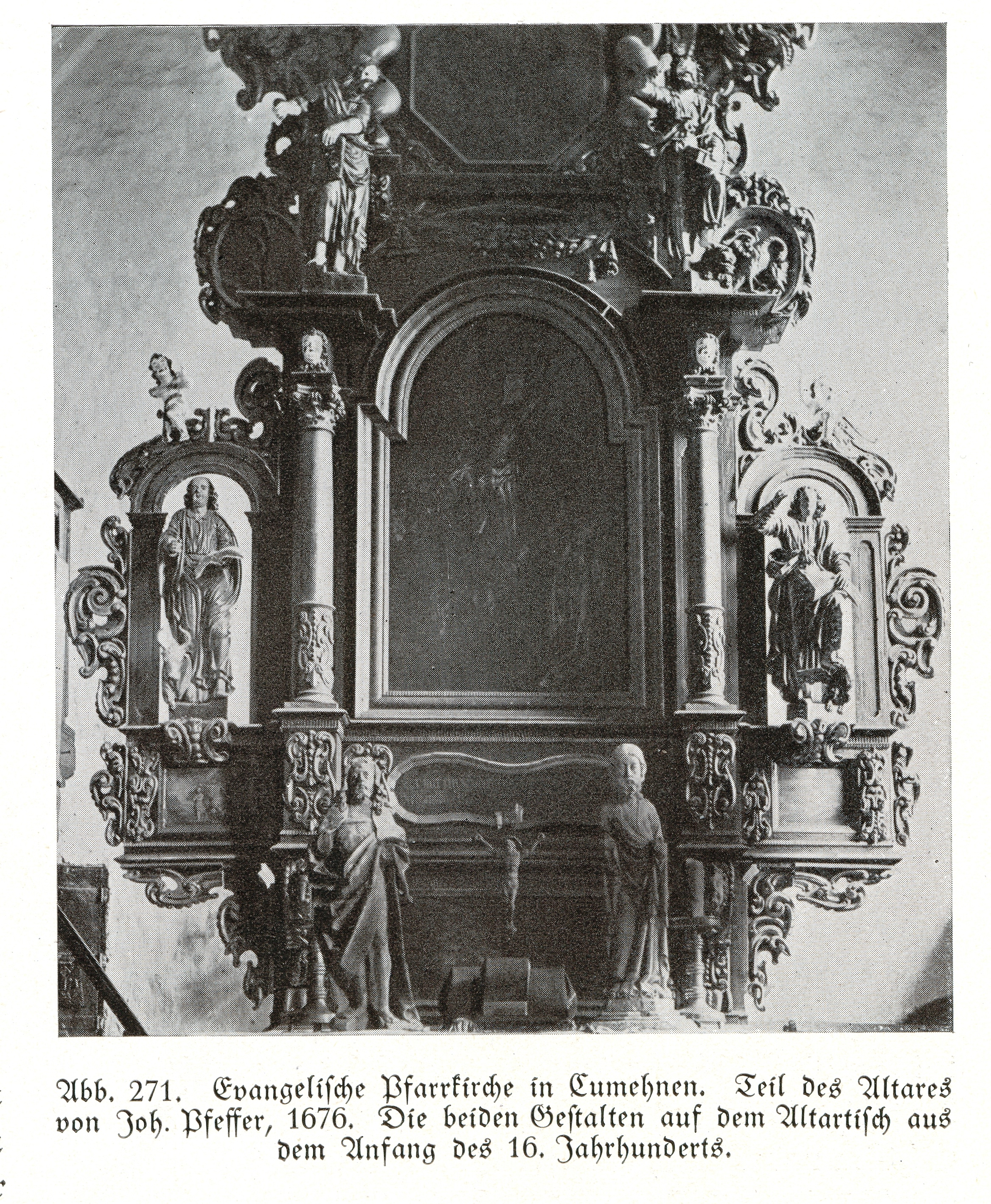
Kumaczowo, kościół, ołtarz

Kumaczowo (ros. Кумачёво) – osiedle typu wiejskiego w obwodzie królewieckim Federacji Rosyjskiej, w rejonie Swietłogorsk.
Nazwa ros. Кумачево (Kumačevo, Kumachevo, Kumatschowo). Do 1945 r. nazwa niem. Cumehnen, Kumehnen. Położona 17 km na północny wschód od Rybaków. Wzmiankowana 1390 jako wieś biskupia. W okolicy znajdowało się gęste osadnictwo pruskie.
3 km od wsi znajduje się najwyższe wzniesienie Sambii – góra Galtgarben (ros. Гальтгарбен – Gal'tgarben, Galtgarbien), o wysokości 111 m n.p.m., z pruskim grodziskiem otoczonym wałami, na której powstał zamek należący do biskupów sambijskich. Zamek wzmiankowany w 1329 r., pod koniec stulecia już nie istniał. W 1818 r. radca wojenny (niem. Kriegsrat) Johann George Scheffner wzniósł na górze krzyż ku czci landwerzystów, walczących w obronie Prus z Napoleonem. Sam fundator również został w pobliżu pochowany. W 1906 r. w najwyższym punkcie góry wzniesiono widokową Wieżą Bismarcka, przy której studenci Albertiny obchodzili doroczne uroczystości. W okresie międzywojennym ze stoków góry korzystali narciarze. W 1945 r. toczyły się tutaj ciężkie walki, w wyniku których pomniki uległy zniszczeniu.
Kościół parafialny, pierwotnie filialny Medenau (obecnie Łogwino). Od 1390 r. samodzielny, od XVI w. ewangelicki, jest budowlą gotycką, ceglano-kamienną. Jest jednonawowy, pięcioprzęsłowy, z prostokątnym dwuprzęsłowym prezbiterium i wieżą od zachodu. Jego długość osiąga 41 m, szerokość korpusu 12,5 m. Najstarszą częścią jest prezbiterium, nawa powstała około 1400 r., zakrystia i kwadratowa wieża w ciągu XV w. Po sklepieniach w nawie, zarwanych około 1640 r. przetrwały jedynie konsole, wówczas założono strop z fasetami. W prezbiterium pozostało sklepienie gwiaździste. Z przedwojennego wyposażenia wymieniany jest późnogotycki tryptyk św. Anny, rzeźbiony, z malowanymi skrzydłami, oraz kilka figur świętych. Rzeźbiony ołtarz barokowy pochodził z 1676 r. (Johann Pfeffer) i był malowany w 1701 r, (Christoph Passsargius). Ambona pochodziła z 1690 r. Malowidła pokrywające strop wykonał Passargius w 1703 r. Wisiały 2 portrety zasłużonego pastora, ks. Gottfrieda Wilamoviusa (Wilamowskiego) (1663-1724). Organy z 1884 r. były dziełem firmy Terletzki z Królewca.
Po II wojnie światowej do 1994 r, kościół był użytkowany jako magazyn, obecnie jest opuszczony. Na ścianach zachowane pozostałości gotyckich malowideł ściennych. Z wieży w pełnej wysokości pozostała tylko tylna ściana, zakrystia nie istnieje. W 2000 r. powstało w Niemczech stowarzyszenie Förderverein Kumehnen/Kumatschjowo, mające na celu zdobycie funduszy na odbudowę świątyni.